# Macrón suscrito
El macrón suscrito es un signo diacrítico utilizado en diversas ortografías. Consiste en una pequeña raya que se coloca debajo de la letra en aras de conferirle a esta un valor fonético especial. En Unicode, tiene asignado el código U+0331 ◌̱ COMBINING MACRON BELOW. Es importante no confundir el macrón suscrito con la "línea baja" (U+005F _ LOW LINE). La diferencia entre ambos radica en que el primero genera una línea discontinua: compárese, por ejemplo, a̱ḇc̱ con a̲b̲c̲.
El macrón suscrito se usa en la transliteración o romanización de diversas lenguas que utilizan alfabetos diferentes al latino, como el hebreo bíblico, el siríaco, el árabe, el pastún o el tamil. También se utiliza en la creación de caracteres espaciales de ciertos alfabetos de lenguas indígenas, como el seri, el saanich, el mapuche, el bribri y el cabécar.
El Alfabeto Fonético Internacional utilizó el macrón suscrito de 1921 a 1989 para indicar el tono bajo. El macrón suscrito podía preceder a la sílaba en el tono bajo, por ejemplo [ˍa], o ser el símbolo de la vocal de la sílaba en el tono bajo, por ejemplo [a̱]. Desde 1989, el tono bajo está representado por el acento grave, por ejemplo [à], o por la barra de tonos después de la sílaba, por ejemplo [a˩].